# Димитровский сельский совет (Ореховский район)
Димитровский сельский совет (укр. Димитровська сільська рада) — входит в состав
Ореховского района
Запорожской области
Украины.
Административный центр сельского совета находится в 
пос. Заречное.

## История
- 1932 — дата образования.

## Населённые пункты совета
- пос. Заречное
- с. Жёлтенькое